# Nicole Pérez
Dania Nicole Pérez Jiménez (Guadalajara, 30 de agosto de 2001) es una futbolista mexicana, juega como media ofensiva y su actual equipo es en CF Monterrey de la Liga MX femenil, es internacional con la Selección femenina de fútbol sub-20 de México.

## Trayectoria
Jugó en el Espanyol de Barcelona, en 2017. Debutó en la Liga Femenil MX, el 6 de enero de 2018 en el partido Gallos Blancos de Querétaro vs Guadalajara.

## Selección nacional
En 2018 fue convocada a la selección femenina de fútbol sub-17 de México para jugar en la Copa Mundial Femenina de Fútbol Sub-17 de 2018.

### Participaciones en Copas del Mundo
| Mundial                                        | Sede    | Resultado                 | Partidos | Goles |
| ---------------------------------------------- | ------- | ------------------------- | -------- | ----- |
| Copa Mundial Femenina de Fútbol Sub-17 de 2018 | Uruguay | Subcampeón Balón de Plata | 6        | 3     |

### Participaciones en CONCACAF
| Torneo                                            | Sede                       | Resultado  | Partidos | Goles |
| ------------------------------------------------- | -------------------------- | ---------- | -------- | ----- |
| Campeonato Femenino Sub-17 de la Concacaf de 2018 | Estados Unidos y Nicaragua | Subcampeón | 5        | 3     |
| Campeonato Femenino Sub-20 de la Concacaf de 2020 | República Dominicana       | Subcampeón | 7        | 2     |